# Ho la musica nel cuore
Ho la musica nel cuore è un singolo del cantautore italiano Biagio Antonacci, pubblicato il 14 novembre 2014 come quarto estratto dal tredicesimo album in studio L'amore comporta.

## Video musicale
Il videoclip del brano è stato pubblicato il 22 novembre 2014 sul canale Vevo-YouTube del cantante.